# Theridion luteitarse
Theridion luteitarse är en spindelart som beskrevs av Schmidt och Krause 1995. Theridion luteitarse ingår i släktet Theridion och familjen klotspindlar. Inga underarter finns listade i Catalogue of Life.